# Sofia Papadhimitri
Sofia Papadhimitri też jako: Sofia Zengo Papadhimitri (ur. 19 marca 1915 w Korczy, zm. 13 czerwca 1976 w Tiranie) – albańska malarka, siostra Androniqi Zengo.

## Życiorys
Pochodziła z rodziny o tradycjach artystycznych, była córką Vangjela i Vasiliqi Zengo. Pierwsze lekcje rysunku pobierała w Korczy pod kierunkiem Vangjusha Mio. W 1934 wyjechała razem z siostrą na studia do Akademii Sztuk Pięknych w Atenach. Studia z zakresu malarstwa, w klasie znanego greckiego impresjonisty Spirosa Vikatosa ukończyła z wyróżnieniem w roku 1939. W czasie studiów wspólnie z ojcem malowała wnętrze Cerkwi Świętej Trójcy w Korczy. W latach II wojny światowej malowała ikony i portrety. Po zakończeniu wojny przeniosła się do Tirany, gdzie pracowała jako nauczycielka rysunku w szkole. W 1971 przeszła na emeryturę. W latach 1945–1971 jej obrazy eksponowano na dziewięciu wystawach sztuki albańskiej. W 1965, w 50 rocznicę urodzin artystki zorganizowano wystawę jej prac w siedzibie Ligi Pisarzy i Artystów Albanii. Wystawę retrospektywną jej twórczości zorganizowała w 2015 Narodowa Galeria Sztuki w Tiranie.

## Twórczość
Sofia Papadhimitri wraz ze swoją siostrą Androniqi Zengo uchodzą za pierwsze w historii Albanii kobiety-malarki. Dorobek twórczy Sofii Papadhimitri obejmuje ponad 300 prac wykonanych techniką olejną (głównie portrety i pejzaże) i ponad 200 rysunków węglem. Większość z nich znajduje się w zbiorach prywatnych poza granicami Albanii.

## Nagrody i wyróżnienia
W roku 2015 rada miejska Korczy uhonorowała artystkę honorowym obywatelstwem tego miasta.

## Życie prywatne
W 1947 poślubiła rzeźbiarza Akile Papadhimitri, z którym miała dwóch synów (Jani i Evangjel).